# DGC Records
DGC Records (akronym av David Geffen Company) är ett amerikanskt skivbolag grundat 1990 som ett dotterbolag till Geffen Records. Fram till 1991 stod Warner Bros. Records för distributionen innan det köptes upp av MCA Music Entertainment Group. 1999 slutade DGC ge ut musik fast 2007 återupplivades varumärket som en del av  Interscope Records. Bolaget ägs idag av Universal Music Group.